# NGC 727
NGC 727 is een balkspiraalstelsel in het sterrenbeeld Oven. Het hemelobject werd op 1 september 1834 ontdekt door de Britse astronoom John Herschel.

## Synoniemen
- NGC 729
- PGC 7027
- ESO 354-10
- MCG -6-5-12